# ديكلان بيرك
ديكلان بيرك (بالإنجليزية: Declan Burke)‏ هو عازف قيثارة بريطاني، ولد في 22 مايو 1972.

## وصلات خارجية
- ديكلان بيرك على موقع ميوزك برينز (الإنجليزية)